# Combined Action Program
Das Combined Action Program war ein taktisches Konzept des U.S. Marine Corps während des Vietnamkrieges in der Zeit von 1965 bis 1971. Als Teil einer asymmetrischen Kriegführung hatte es zum Ziel, Teileinheiten („Züge“) des Marine Corps zusammen mit Einheiten vietnamesischer Milizen, dauerhaft und in der Fläche disloziert, zu stationieren und, von regulären Truppen nahezu autark, gegen Einheiten der nordvietnamesischen Vietcong oder der Vietnamesischen Volksarmee einzusetzen.
Die Idee war es hierbei, Züge oder Gruppen des U.S. Marine Corps mit lokalen, vietnamesischen Milizen oder Paramilitärs (local/popular forces) zu vereinen und diese, vietnamesischen Dörfern und Gemeinden als örtliche, kombinierte Verteidigungseinheiten (combined action/defense platoons) fest zuzuordnen, um das zugewiesene Gelände und die dort lebende Zivilbevölkerung vor dem Einfluss des nordvietnamesischen Vietcong abzuschirmen. Diese kombinierten Einheiten lebten unter der Zivilbevölkerung, hatten ihre Stützpunkte in unmittelbarer Nähe zu den zugewiesenen Ortschaften und stützten sich logistisch zum Teil auf die lokale Infrastruktur ab. Die „Combined Action Platoons“ (CAP) operierten möglichst ausschließlich in diesen designierten Ortschaften.

## Historischer Kontext innerhalb der Operationsgeschichte des USMC
Die angloamerikanische Militärgeschichtsforschung geht davon aus, dass taktische und operative Erfahrungen des U.S. Marine Corps aus Konflikten im späten 19. und frühen 20. Jhd. u. a. in Haiti, Nicaragua, der Dominikanischen Republik und während der „Bananenkriege“, bei denen U.S. Marines geographisches Terrain durch gezieltes Training von lokalen Milizen und Dorfbewohnern kombiniert mit anschließenden, gemeinsamen Operationen „befrieden“ konnten, als Voraussetzung für den Einsatz des Combined Action Programs in Vietnam dienten. Im Gegensatz zur regulären U.S. Army verfügte das USMC demnach über langjährige Erfahrungen mit der Kombination von regulären Truppen und ortskundigen Einwohnern zum Schutz des festgelegten Territoriums, so dass die Einführung des CAP in Vietnam vorrangig ein Konzept der Marines blieb.
Zum Zweck der Ausbildung von lokalen Paramilitärs im Ausland und deren gemeinsamen Einsatz mit amerikanischen Soldaten, hatte die U.S. Army Anfang der 1960er Jahre eine eigene Truppengattung, die „U.S. Army Special Forces“ (Green Berets), gegründet. Diese Spezialkräfte operierten im Vietnamkrieg verdeckt und unabhängig von den regulären Streitkräften, sodass sich der Ansatz eines Einsatzes von asymmetrischen Einheiten zusammen mit der vietnamesischen Zivilbevölkerung innerhalb der regulären Truppe nicht durchsetzte.

## Erste Einführungsschritte
Die Einführung eines ersten Combined Action Platoons erfolgte vermutlich im August 1965 in der Gegend um Phu Bai, nachdem der Kommandeur des 3. Bataillons/4. US-Marineinfanterieregiment, LtCol William Taylor, festgestellt hatte, dass das zehn Quadratkilometer große Gebiet mit sechs Dörfern und einem Feldflugplatz zu groß war, um darin nachhaltig militärisch zu operieren. Nach Genehmigung durch die Befehlshaber der III. Marine Amphibious Force und der Fleet Marine Forces Pacific, integrierte LtCol Taylor vier Züge der Marineinfanteristen mit örtlichen Paramilitärs, geführt durch einen Offizier der Marines.
Dieses neue Konzept bot den Vorteil, dass die schlecht ausgebildeten, ausgerüsteten und organisierten Paramilitärs und Milizen durch Marineinfanteristen trainiert und geführt wurden und gleichzeitig über intensives Wissen über Gelände, Bevölkerungsstruktur und soziale Beziehungsnetze verfügten. Zudem sprachen sie die örtlichen Dialekte und gehörten zum Großteil aufgrund ihrer Herkunft zu den jeweiligen Ortschaften und Gemeinden.
Im Frühjahr 1967 wurde das Combined Action Program adaptiert, nachdem offenbar wurde, dass die Kommandeure von regulären Truppen nicht wussten, wie sie die kombinierten, auf sich gestellten amerikanisch-vietnamesischen Einheiten in ihre taktische Gefechtsstruktur eingliedern sollten. 1969 existierten bereits 102 CAPs im Verantwortungsbereich des U.S. Marine Corps in Vietnam.

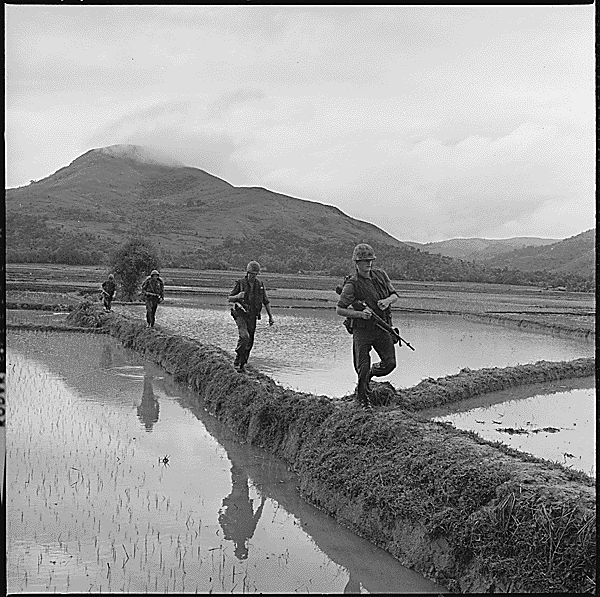
U.S. Marineinfanteristen patrouillieren am Rande einer vietnamesischen Ortschaft

## Aufbau eines Combined Action Platoons
Die CAPs bestanden durchschnittlich aus fünfzehn, freiwilligen Marineinfanteristen, die einer fünfzehn- bis dreißig-Mann starken Milizeinheit beigeordnet wurden, um eine spezifische Ortschaft zu verteidigen. Die Marines unterstützten die vietnamesischen Paramilitärs durch Luftnahunterstützung, Artillerie, Feuerkraft, Verwundetenbergung mit Hubschraubern sowie durch Ausbildung. Ein CAP wurde im Regelfall durch einen Feldwebel des USMC geführt.
Der Auftrag eines CAP bestand darin, autark und oftmals unabhängig von regulären Truppen, Geländeabschnitte durch Patrouillen und Aufklärungsoperationen zu sichern und gegen Angriffe des Vietcongs zu verteidigen. Die CAPs operierten dabei von provisorisch befestigten Stützpunkten in unmittelbarer Nähe zu Ortschaften und versuchten, eine Sicherheitszone um die besiedelten Gebiete zu schaffen und auszudehnen. Tagsüber nahmen die Angehörigen der CAPs am Leben der Zivilbevölkerung teil, wohingegen sie in den Nächten bewaffnete Patrouillen durchgeführten, um den Gegner durch Hinterhalte und Begegnungsgefechte zu bekämpfen.

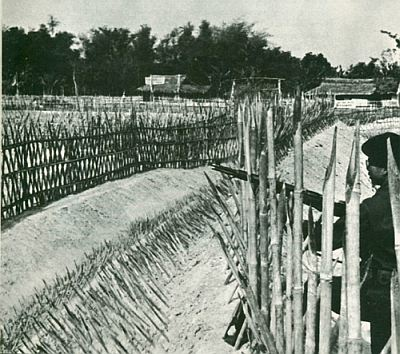
Beispiel für einen befestigten Stützpunkt der Combined Action Platoons

## Weiterentwicklung
1968 kam es zur Einführung von rotierenden Combined Action Platoons („Roving CAPs“), die täglich zwischen verschiedenen Ortschaften mobil operierten, ohne sich auf feste Stützpunkte zu konzentrieren, da die Zahl der Angriffe auf die nur leicht geschützten, festen Außenposten herkömmlicher CAPs drastisch zugenommen hatte.
Anfang 1970 waren mehr als zweitausend Marineinfanteristen im Rahmen des Combined Action Program eingesetzt, die etwa 3000 vietnamesische Paramilitärs unterstützten.
Im September 1970 wurde das Combined Action Program nach insgesamt fünf Jahren, mit der generellen Truppenreduzierung der amerikanischen Streitkräfte in Vietnam, eingestellt. In diesem Zeitraum waren CAPs für die Sicherheit von mehr als 800 Gehöften in über 200 Ortschaften und von über 500.000 Zivilisten verantwortlich gewesen.

## Effizienz des Programms
Der Einsatz der Combined Action Platoons wird militärisch als größtenteils erfolgreich bewertet. CAPs generierten in vielen Ortschaften die notwendige Sicherheit, die die US-Streitkräfte brauchten, um gemeinsam mit den vietnamesischen Zivilbehörden wirtschaftlichen Aufbau und offizielle Administration implementieren zu können.
Aufgrund der durchweg infanteristischen Vorgehensweise unter Anwendung von asymmetrischen Methoden des Kleinkrieges galten CAPs als „preiswerte“ Alternative zu regulären Truppen, die sich auf den Einsatz von Luftwaffe, Artillerie und kostenintensiver Aufklärung abstützten.
Zudem galten viele CAPs bei der Zivilbevölkerung als beliebt, weil die Marineinfanteristen weitestgehend in die Strukturen der Gemeinden integriert waren, die vietnamesische Sprache erlernten und mit ihrer Finanzkraft zur Entwicklung lokalen Strukturen beitrugen.
Eine Studie des U.S. Army Command and General Staff College aus dem Jahr 1991 kommt zu der Erkenntnis, dass keine so gesicherte Ortschaft nach Auflösung der CAPs auf die Seite des Vietcongs oder der NVA übergetreten sei.
Major Edward Palm, Offizier des Marine Corps und ehemaliger Angehöriger eines CAP bewertet den Einsatz der kombinierten Einheiten jedoch kritischer. Seiner Auffassung nach waren CAPs nur dort erfolgreich, wo sie im Prinzip nicht gebraucht wurden. Da, wo der Einsatz von CAPs jedoch notwendig war, hat er nicht erfolgreich funktioniert.